# Toucountouna
Toucountouna es una comuna beninesa perteneciente al departamento de Atakora.
En 2013 tenía 39 779 habitantes, de los cuales 16 330 vivían en el arrondissement de Toucountouna.
Se ubica sobre la carretera RNIE3, unos 20 km al norte de Natitingou.

## Subdivisiones
Comprende los siguientes arrondissements:
- Kouarfa
- Tampégré
- Toucountouna